# Flori de crin
Flori de crin este o revistă fondată de Teofil Bălibanu de la Vicariatul Silvaniei în Șimleu Silvaniei în 1932. Revista a fost relansata dupa 65 de ani, pe 1 decembrie 2001.